# エルウィン・ヴァンデンベルグ
エルウィン・ヴァンデンベルグ（Erwin Vandenbergh、1959年1月26日 - ）は、ベルギー出身のサッカー選手である。ポジションはフォワード。
息子のケヴィン・ヴァンデンベルグもサッカー選手。

## クラブ
1977年にリールセでキャリアをスタートさせる。1979-1980より3シーズン連続でベルギーリーグ得点王となり、1981年にはベルギー・ゴールデンシュー（最優秀選手）にも選ばれた。
1982年に国内の名門アンデルレヒトに移籍し、2度のリーグタイトルやUEFAカップを獲得した。自身は2度のリーグ得点王になった。
1986年にフランスのリールに移籍し、4シーズンを過ごす。1990年にヘントでベルギーリーグへと復帰し、1年目に6度目のリーグ得点王になった。RWDモレンベークを経て、1995年に引退した。

## 代表
ベルギー代表としては、58試合に出場して20得点。1980年欧州選手権、1982年ワールドカップ、1984年欧州選手権、1986年ワールドカップに出場した。
1982年ワールドカップでは、開幕戦で前大会優勝国のアルゼンチン代表から大会最初のゴールを挙げ、これが決勝点になった。

## タイトル

### クラブタイトル
アンデルレヒト
- ベルギーリーグ：1984-85, 1985-86
- ベルギースーパーカップ：1985
- UEFAカップ：1982-83

### 個人タイトル
- ヨーロッパ・ゴールデンブーツ：1981
- ベルギーリーグ得点王（得点数）：1979-80 (39), 1980-81 (24), 1981-82 (25), 1982-83 (20), 1985-86 (23), 1990-91 (23)
- ベルギー・ゴールデンシュー：1981